# Аделанто (Калифорнија)
Аделанто (енгл. Adelanto) град је у америчкој савезној држави Калифорнија. По попису становништва из 2010. у њему је живело 31.765 становника.

## Демографија
Према попису становништва из 2010. у граду је живело 31.765 становника, што је 13.635 (75,2%) становника више него 2000. године.
| Група             | 2000.         | 2010.          |
| Белци             | 6.616 (36,5%) | 5.395 (17,0%)  |
| Афроамериканци    | 2.377 (13,1%) | 6.511 (20,5%)  |
| Азијати           | 290 (1,6%)    | 617 (1,9%)     |
| Хиспаноамериканци | 8.299 (45,8%) | 18.513 (58,3%) |
| Укупно            | 18.130        | 31.765         |